# هيبي (أسطورة)

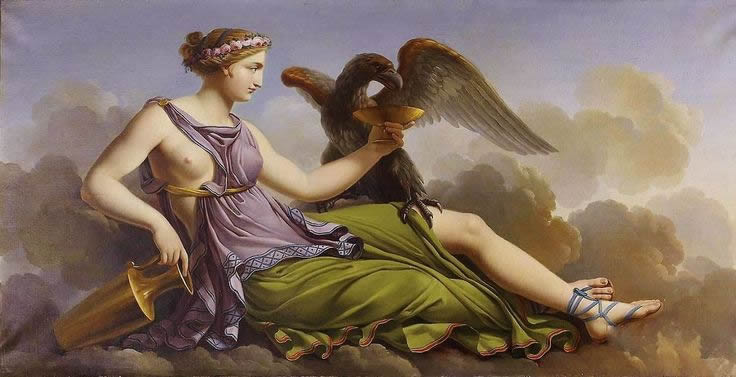
هيبي كما تخيلها الفنان جاك لوي ديبوا

هيبي (بالإغريقية: Ἥβη) في ديانة الإغريق القدامى هي إلهة الشباب (المعادل الإغريقي للإله الروماني يوفنتوس). وهي ابنة زيوس وهيرا، وكانت حاملة أقداح آلهة وإلهات الأولمب قبل أن تتزوج من هرقل، حيث خلفها في هذه المهمة غانيمادس.
هيبي في الميثولوجيا الإغريقية هي مانحة الشباب الدائم، وعادة ما يرسمها القنانون مع أبيها زيوس، المتشكل في هيئة عقاب وهي تقدم له قدحًا.